# السدرة (ذي السفال)

تعديل مصدري - تعديل

السدرة محلة تابعة لقرية قرية المنقاعة، التابعة لعزلة حبير بمديرية ذي السفال إحدى مديريات محافظة إب في الجمهورية اليمنية، بلغ تعداد سكانها 103 حسب تعداد اليمن لعام 2004.